# Diclidia gilva
Diclidia gilva es una especie de coleóptero de la familia Scraptiidae.

## Distribución geográfica
Habita en California (Estados Unidos).